# Anna Maria de Heers

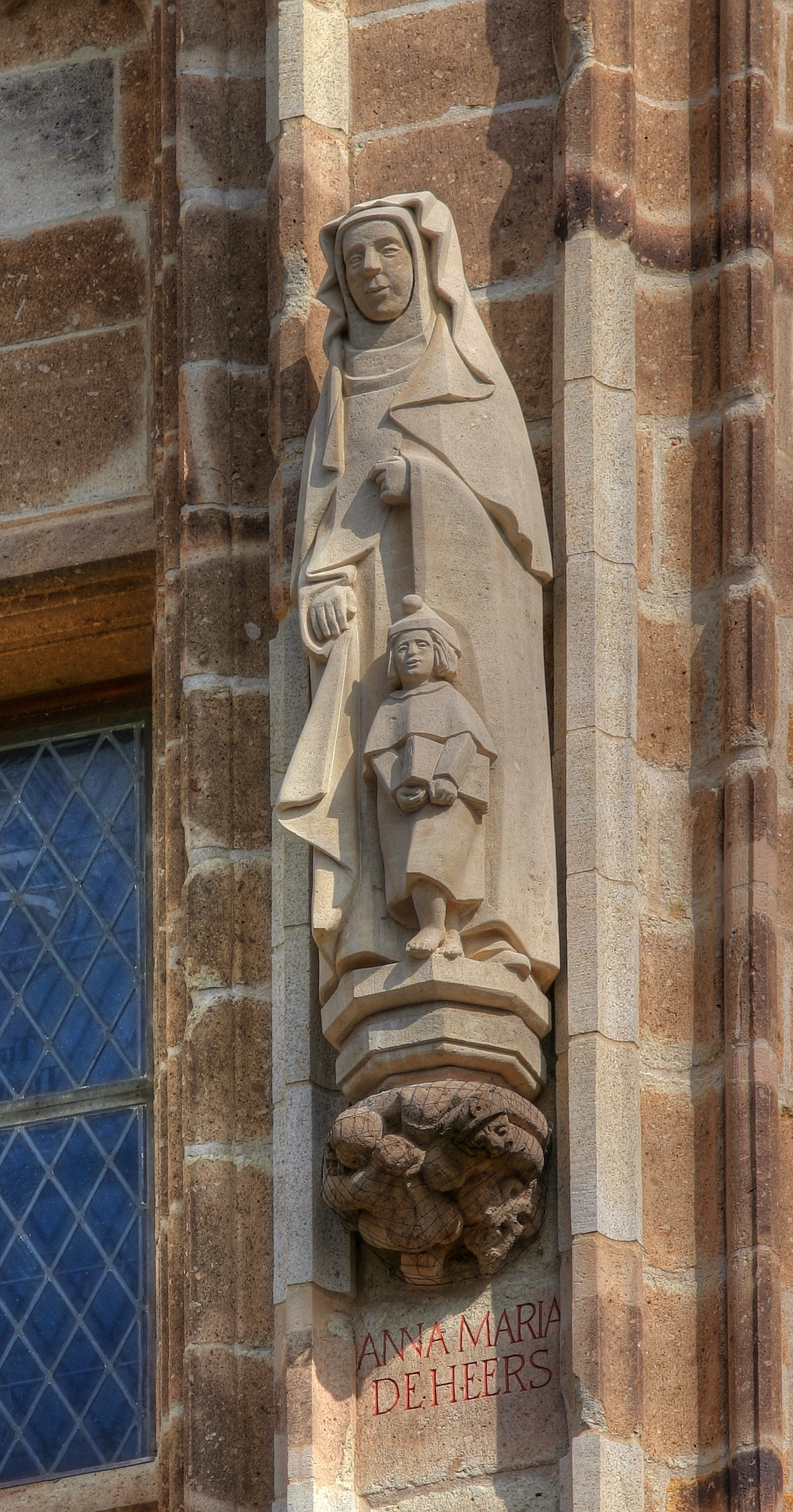
Die Figur von Anna Maria de Heers am Kölner Rathausturm

Anna Maria Augustina de Heers (* um 1610; † 1666 in Köln) war eine flämische Ursuline.
Anna Maria de Heers stammte aus einer wohlhabenden Familie. Ab 1625 trat sie als Novizin ins Ursulinenkloster in Lüttich ein, wo auch ihre Schwester lebte. Dort reifte ihr Wunsch, sich für die Bildung von Mädchen einzusetzen und ein Ursulinen-Kloster in Köln zu gründen, wo die Namensgeberin ihres Ordens, Ursula von Köln, ihr Martyrium erlitten hatte. Das Kloster sollte ein „Bollwerk“ gegen den wachsenden Protestantismus sein. 1638 trat sie gemeinsam mit zwei Gefährtinnen die Reise nach Köln an, die wegen des andauernden Dreißigjährigen Krieges sehr gefährlich war. Unterwegs wurde die Kutsche der Frauen mindestens fünfmal überfallen, sie selbst jedoch nicht verletzt, und sie konnten ihr Geld retten.
1639 ließen sich die drei Frauen in Köln mit Erlaubnis des Kölner Erzbischofs Ferdinand von Bayern nieder und begannen mit den Vorbereitungen zur Klostergründung. Der Erzbischof hatte jedoch nicht über das Niederlassungsrecht zu entscheiden, und der Rat der Stadt sprach sich gegen die Anwesenheit der „Ursuliner-Jungfrawen“ aus. Es gab in Köln schon je ein Kloster, Konvent oder Stift auf 400 Einwohner, und dadurch erlitt die Stadt Steuerverluste. Anna Maria de Heers und die Schwestern ließen sich jedoch nicht entmutigen und begannen nahe der Kirche St. Gereon heimlich zu unterrichten. Sie gründeten eine Schule für reiche und eine für arme Mädchen. Es kam zu Konflikten mit den Devotessen, die ebenfalls Mädchenschulen betrieben. 1640 konnten sie auf der Breite Straße das Haus Landscron mieten, aber noch 1641 hatten sie nur ein „Gast- und Beiwohnungsrecht“, das sie alle drei Monate erneuern mussten, und durften keine neuen Schwestern aufnehmen. Nach mehreren Wohnungswechseln erhielten sie 1651 schließlich eine dauerhafte Aufenthaltserlaubnis und kauften das Gebäude „zum oberen Lämmchen“, ein früheres Kloster der Kapuzinessen auf der Breite Straße.
Anna Maria de Heers starb 1666 an der Pest.
Aus den schulischen Aktivitäten der Ursulinenschwestern ging 1858 die Ursulinenschule hervor, die erste externe Mädchenschule in Köln, die weiterhin besteht.
1991 wurde Anna Maria de Heers in das Figurenprogramm für den Kölner Rathausturm aufgenommen (Nr. 56, 2. OG); die Plastik stammt von dem Kölner Bildhauer Paul Nagel.